# Homor Fatima
Homor Fatima (Székesfehérvár, 1985. április 28. –) oktatásfejlesztési kutató, a több nyelven beszél, az idegen nyelvi oktatói együttműködés alapítója, valamint a mesterséges intelligenciával támogatott eszközök forgalmazójának, a BrainBridge Kft.-nek az ügyvezetője.

## Életútja
Édesanyja biológia és földrajz szakos tanár, édesapja épületgépész.
Alapdiplomáját az International Business School BABS szakán szerezte. Itt készítette el diplomamunkáját „A magyar nyugdíjrendszer lehetséges megoldásai” címen, angolul, 2007-ben. 2006 januárjától gyakornokként kezdett dolgozni egy allfinance elemző cégnél. Rá fél évre szakmai konzulensé nevezték ki. 2007 januárjától már egy 10 fős csapat élén állt. A 2008-as válságot megelőző másfél évben már a változásokra készültek fel. Az IBS-en oktató amerikai szakemberek tudásának segítségével, valamint a praktikum (a másodlagos jelzálogpiaci helyzet) miatt jósolni lehetett a bekövetkező helyzetet. 2008 nyarától területi vezetőnek nevezték ki, egy 30 fős csapat élére került. A következő években, amikor sokan csődbe mentek a pénzügyi piacon, ők 200%-os teljesítménnyel dolgoztak, semelyik ügyfelük nem bukta el a hitelét. 2012-ben a Zrt. legfiatalabb igazgatójává nevezték ki. A kinevezési ünnepségen édesanyja rossz egészségügyi állapota miatt már nem tudott részt venni. Édesanyját 2012 végén vesztette el. A gyász hónapjai alatt döntött úgy, hogy életét jelentősen megváltoztatja és külföldre költözik. 2014 májusától stewardessként kezdett repülni az Emirates Airline-nal. Ekkor kezdte MBA-tanulmányait a University of Liverpool' 3 éves kutatásalapú programján. Az MBA után a hollandiai Radboud Universityn kezdte PhD-ját.

## Vállalkozói karrierje

### Több nyelven beszél
A cég története 2015-be nyúlik vissza, amikor is Fatima Isztambulban kezdett el angolt és németet tanítani online. Következő év elejére már heti 30-40 idegen-nyelvórát tartott. Diákjai fejlődését és sikerét, valamit az online nyelvtanulás keresletét látva rájött, hogy nem fogja tudni egyedül kiszolgálni a piaci igényeket. Fatima megtapasztalta, hogy a magán és nyelviskolai oktatásnak az az egyik legnagyobb veszélye, hogy az ott tanuló diákok nem tudják felmérni, hogy őket vajon jól és jóra tanítják-e. Emiatt ő maga fogott bele oktató kollégái keresésébe, mely feladat nem bizonyult könnyűnek. A megfelelő tapasztalattal és tudással rendelkező oktatók megtalálása jelentős kihívást jelentett. A 2019-es évet hárman kezdték, majd 10-en fejezték be az együttműködésben. 2021 novemberében már több, mint 120-an voltak és 30 féle idegen nyelvet tanítottak, köztük dánt, finnt, svédet, arabot, hébert, thait, japánt, kínait és magyar, mint idegen nyelvet.
A Magyarország több nyelven beszél napjainkban már nemcsak idegen-nyelvtanítással foglalkozik, hanem a fordítás, a tolmácsolás és az utazás üzletágával is. A régió legnagyobb idegen nyelvi összefogásaként több, mint 400 idegen nyelvi szakember dolgozik együtt annak érdekében, hogy Magyarországon a többnyelvűség elősegítésével személyiségeket formáljanak, tágítsák az emberek látókörét, és a tudás, a megértés és a lehetőségek világát ápolják. A módszertanuk a diák, ami ott kezdődik, hogy nem a diák választ tanárt, hanem mindenkivel telefonon egyeztetve megtudják, hogy ő kicsoda és milyen dinamikával kommunikál. Számos fontos kérdést átbeszélve megtudják, hogy kit ajánljanak neki, a legjobban hozzáillő mentor megtalálásának érdekében.

### BrainBridge
A BrainBridge Kft.-t 2023-ban alapította. A cég az iFLYTEK mesterséges intelligenciával támogatott termékeinek fődisztribútora, jelenleg 3 termékkel rendelkezik. A vállalat célja a zökkenőmentes többnyelvű kommunikáció hidjának megteremtése. Tanulást segítő eszközök és cégeket segítő irodai eszközök kizárólagos forgalmazója az országban.
Az iFLYTEK a China Mobile egyik leányvállalata, 1999 óta a kommunikáció és a nyelvek, a természetes nyelvi megértés, a gépi tanulás, a gépi következtetés és az adaptív tanulás területén végzett technológiai kutatások sarokköveivel foglalkozik, és ezeken a területeken világelső pozíciót tölt be.
Az iFLYTEK a 2023-as Budapesti Atlétikai Világbajnokság hivatalos fordító szoftvere volt, 1800 atléta, valamint több, mint 3000 médiaszakember használta a 9 napos rendezvény alatt.
A BrainBridge Kft. kapta meg a jogot a CEE terjeszkedésre is, így Ausztriában folytatják majd a termékek értékesítését.

## Megjelenései
- Bizalmi kör: A „kazánok Ferrarija”, online oktatás, valamint a női vállalkozói réteg felkarolása –  2020 október[3]
- Dávid Soós – Lead Yourself: Homor Fatima | "Ha emberként nem vagy rendben, nem tudsz adni..." | Lead Yourself interjú – 2021 április[4]
- Világgazdaság: Egyetemeink szolgálata a piac felé – 2021 szeptember[5]
- Budapest FM: A2Z Podcast – 2021 szeptember[6]
- Forbes: Hogyan növelhetik a márkaideálok a felsőoktatási intézmények hatékonyságát? – 2021 december[7]
- ATV: Milyen tanulságokkal szolgál a pandémia a magyar oktatási rendszerre nézve? – 2022 január[8]
- Sláger FM: Homor Fatima I Hétköznapi példaképek, nem hétköznapi történetei! – 2023 május[9]
- Egyszer lent podcast: Homor Fatima: zsákutcába vezetett párkapcsolatok – 2023 szeptember[10]

## Díjai, jelölései
- Bizalmi kör Vezetői Klub
- ByBridgeBudapest: Minősített vállalható üzleti szereplő
- ISDR Society
- Élhető hazánkért társadalmi mozgalom